# غلامحسین معماریان
غلامحسین معماریان (زاده ۱۰ خرداد ۱۳۳۹) معمار، محقق، نویسنده و مورخ معماری ایران است. وی از همکاران محمدکریم پیرنیا در دانشگاه تهران و گردآورنده تعدادی از کتاب‌های او همچون سبک‌شناسی معماری ایران و معماری ایران است.
طرح و اجرای مرمت خانه رسولیان یزد به عنوان دانشکده معماری وقت در سال ۱۳۶۷ توسط ایشان انجام شده‌است.

## تحصیلات
غلامحسین معماریان دارای مدرک کارشناسی‌ارشد معماری از دانشگاه جنوآی ایتالیا (به ایتالیایی: Università degli Studi di Genova) در سال ۱۹۸۶ (۱۳۶۵) و مدرک دکتری از دانشگاه منچستر انگلستان (به انگلیسی: University of Manchester) در سال ۱۹۹۸ است.

## معماری ایرانی نیارش
کتاب معماری ایرانی نیارش یکی از مهم‌ترین تألیفات معماریان به‌شمار می‌رود که برنده جایزه کتاب سال جمهوری اسلامی ایران نیز شده‌است. سابقه مطالعات معماریان روی سازه‌های تاقی به دوران تحصیل او در ایتالیا بازمی‌گردد. او در سال ۱۹۸۶ رساله خود را در دانشگاه جنوا در همین زمینه ارائه داد و پس از آن نیز کتاب «سازه‌های تاقی در معماری ایرانی» را بر اساس همان رساله به سال ۱۳۶۷ در ایران منتشر ساخت. کتاب سازه‌های تاقی روی مسائل سازه‌ای و اجرایی قوس و تاق دور می‌زند، در حالی که در کتاب نیارش مباحثی در خصوص گنبدهای یک پوسته، دو پوسته، پیوسته، گسسته و سایر پوشش‌های معماری مطرح شده‌است. یکی از نکات برجسته کتاب، ارائه مصادیق و مثال‌های تصویری بسیار است که به این منظور مؤلف اسناد، عکس‌ها و نقشه‌های فراوانی را از بناهای تاریخی سرتاسر ایران مورد بررسی قرار داده‌است. در این کتاب چندین نوع تاق مورد بررسی قرار گرفته‌است که چند نوع از این تاق‌ها، مانند تاق پتکانه، برای نخستین بار در دنیا به عنوان تاق مطرح می‌شوند. معماریان همچنین در این اثر به ریشه‌یابی کاربرد «گنبد ترکین» می‌پردازد، و در حالی که تا کنون ابداع گنبد ترکین را به برونلسکی سازنده گنبد سانتا ماریا دل فیوره منتسب می‌دانستند، او با استناد به یک مینیاتور عهد ایلخانی، گنبد مجموعه شنب غازان را که صد سال پیش از سانتا ماریا دل فیوره ساخته شده‌است، اولین گنبد ترکین شناخته شده جهان معرفی می‌کند.

## آثار

### تالیف
- نیارش سازه‌های طاقی در معماری اسلامی ایران، تهران، انتشارات جهاد دانشگاهی، دانشگاه علم و صنعت ایران، ۱۳۷۶٫
- آشنایی با معماری مسکونی ایرانی، گونه‌شناسی برونگرا، تهران، دانشگاه علم و صنعت ایران، ۱۳۷۱٫
- سیری در معماری آب انبارهای یزد، دانشگاه علم و صنعت ایران، ۱۳۷۲٫
- آشنایی با معماری مسکونی ایرانی، گونه‌شناسی درونگرا،  دانشگاه علم و صنعت

ایران، چاپ اول ۱۳۷۳-چاپ دوم ۱۳۷۶٫
- * سیری در مبانی نظری معماری،  نشر سروش دانش و معمار، ۱۳۸۴٫

### ترجمه
- کاتالدی، جان کارلو، گونه‌شناسی (تیپولوژی) اولیه، (ترجمه از ایتالیایی)، تهران، انتشارات دنیای نو، ۱۳۶۸٫
- اومبرتو اکو، چگونه می‌توان یک پایان‌نامه تحصیلی نوشت) ترجمه و تدوین (از ایتالیایی، دانشگاه علم و صنعت ایران، ۱۳۷۱، چاپ دوم ۱۳۷۶٫

### ویرایش
- پیرنیا، محمد کریم، آشنایی با معماری اسلامی ایران، (تدوین و گرد آوری)، دانشگاه علم و صنعت ایران، ۱۳۷۱، چاپ سوم ۱۳۷۷٫
- پیرنیا، محمد کریم، شیوه‌های معماری ایران، تهران، نشر هنر اسلامی، ۱۳۶۹٫
- پیر نیا، محمد کریم، تحقیق در معماری گذشته ایران، دانشگاه علم و صنعت ایران، ۱۳۷۸٫
- پیر نیا، محمد کریم، سبک‌شناسی معماری ایران، تهران، نشر پژوهنده- معمار، ۱۳۸۰٫
- پیر نیا، محمد کریم،معماری ایرانی، نشر سروش دانش و معمار، ۱۳۸۷٫
- پیر نیا، محمد کریم،مسجد جامع اصفهان، سازمان میراث فرهنگی و وزارت مسکن و شهرسازی، ۱۳۸۹٫
- پیر نیا، محمد کریم،هویت شهری و معماری استان فارس، وزارت مسکن و شهرسازی
- پیر نیا، محمد کریم،دانشنامه جهان اسلام، بنیاد دانشنامه، ۱۳۹۰٫
- پیر نیا، محمد کریم،معماری ایرانی، نیارش، نشر سروش دانش، در حال چاپ.[نیازمند منبع]